# セントポール・ホワイトキャップス
セントポール・ホワイトキャップス（St. Paul White Caps）は、1884年にミネソタ州セントポールを本拠地として、ユニオン・アソシエーションに加盟していたプロ野球チーム。他の愛称としては、"Apostles"（アポストルス）、"Saints"（セインツ）。

## 球団史
元々は1884年にマイナーリーグのノースウエスタンリーグに参加していたチームで、同年9月までのリーグ戦績は24勝48敗だった。同じ頃ユニオン・アソシエーションでシカゴ・ブラウンズ（当時はピッツバーグに本拠地を移していた）がリーグを離脱したために、ホワイトキャップスが参加し残り日程を消化することになった。
チームは10月のシーズン終了までに9試合を戦い、その後リーグ消滅に伴ってチームも解散した。理由は定かでないが、戦った9試合は全てビジターで、メジャーリーグ参加球団の中で唯一ホームゲームの記録のない球団となった。

## 戦績
※順位は勝率による。
| 年度   | リーグ | 試合 | 勝利 | 敗戦 | 勝率 | 順位 | 監督                     | 本拠地         |
| ------ | ------ | ---- | ---- | ---- | ---- | ---- | ------------------------ | -------------- |
| 1884年 | UA     | 9    | 2    | 6    | .250 | 9位  | アンドリュー・トンプソン | (No Home Park) |

## 所属した主な選手
- ジム・ブラウン：アルトゥーナでデビュー、通算打率.245。

## 主な球団記録
- 通算安打数：8（スティーブ・ダン）
- 通算得点数：5（ジム・ブラウン）
- 通算登板数：6（ジム・ブラウン）